# Trisepalum robustum
Trisepalum robustum är en tvåhjärtbladig växtart som beskrevs av Brian Laurence Burtt. Trisepalum robustum ingår i släktet Trisepalum och familjen Gesneriaceae. Inga underarter finns listade i Catalogue of Life.